# 南岳峻
南岳峻，号右嵩，陕西省兴平县流演村人。1882年农历12月22日出生。清末举人。
曾任職於中华民国北京政府：陕西省榆林道尹，陕西省警务处长兼省会警察厅长。
在广西任过知县。当时蔡锷曾在他管辖区内练过新兵。南岳峻深受蔡锷的民主进步思想影响，不愿为清政府出力，于是弃官到日本留学。袁世凯筹谋称帝时，南岳峻又弃学回国到上海，不久回西安，隐居华山，以书法自娱。袁世凯被推翻后，他出任陕西省政府秘书长、省监察厅厅长、第一届陕西省议会议长。之后，曾担任榆林道尹。时值杜斌巫任榆林中学校长，南与杜过从甚密。他在任内曾帮助杨虎城解决粮调困难，受到杨将军的推崇。1926年，南岳峻一度在北平住闲。后南下任安徽阜阳专员。抗日战争爆发后，退休居杭州。 杭州沦陷，移居澳门。1939年，应于右任邀请到重庆．为国防最高委员会考察专员。此时，杜斌巫亦在重庆。1942年由周恩来推荐，经杜斌巫介绍参加中国民主同盟会，成为一名颇有影响的盟员。期间，积极宣传、支持抗日，曾给在国民党军队中服务的儿子南湛芦写信说：“覆巢之下，必无完卵，丈夫报国，今其时矣！”勉励其子英勇抗日。1945年，南岳峻曾两次回陕视察，写万言书控告胡宗南虐政，并说：“为民请命，鼎镬之不辞。”胡请他担任西安市市长职务，他婉言谢绝。1946年，任河南省政府顾问。同时，写信叮嘱湛芦，“万不可参加打内战”。遂去澳门，不久把全家接去。1949年，他准备北上，参加中共主持的全国政治协商会议，不幸患脑溢血，此举未成。遂派儿子国风和国威（即湛芦）回大陆读书、工作。1954年，于右任请其赴台湾居住并任监察院监察委员。
1958年病故于台北。
夫人杜葆帧，广东省人。早年在北平协和医院学医，毕业后在南京私立医院任产科主任。与南结婚后，随夫迁徙。到台湾后，任芝山托儿所所长二十七个春秋。该托儿所甚为知名，她曾受到李登辉的拜访，成为尽人皆知的“南妈妈”。1989年5月。她以85岁高龄返回大陆，定居西安市，实现了落叶归根的夙愿。1992年病故于香港。